# 君士坦丁十一世
君士坦丁十一世·德拉加什·巴列奥略，也有譯為帕列奥列格或帕莱奥洛古斯，（羅馬化：Kōnstantînos Dragásēs Palaiológos；1405年2月8日—1453年5月29日），东罗马帝国的最後一位皇帝。君士坦丁于1449年在位，直到1453年君士坦丁堡陷落时战死。君士坦丁之死标志着东罗马帝国的彻底终结，东罗马帝国的起源可追溯到君士坦丁大帝于330年建立君士坦丁堡作为罗马帝国的新首都。
君士坦丁是皇帝曼努埃尔二世·巴列奥略和塞尔维亚贵族海伦娜·德拉加什的第四个儿子。人们对他的早年生活知之甚少，但从14世纪20年代起，他多次被证明是一位技艺精湛的将军。根据他的职业生涯和现存的当代资料，君士坦丁似乎主要是一名士兵。但这并不意味着君士坦丁不是一位娴熟的管理者：他深受兄长约翰八世·巴列奥略皇帝的信任和宠爱，以至于在约翰八世于1423-1424年和1437-1440年离开君士坦丁堡期间，他两次被指定为摄政王。1427-1428年，君士坦丁和约翰抵御了伊庇鲁斯统治者卡洛斯一世卡洛斯一世对摩里亚（伯罗奔尼撒半岛）的进攻，1428 年，君士坦丁被宣布为摩里亚专制公，与哥哥狄奥多尔和弟弟托马斯共同统治该省。他们共同将罗马的统治范围扩大到几乎整个伯罗奔尼撒半岛，这是自两百多年前第四次十字军东征以来的第一次，他们还重建了古老的六里墙，使半岛免受外来攻击。虽然最终没有成功，但君士坦丁在1444-1446年亲自率军进入中希腊和塞萨利，试图将拜占庭的统治再次扩展到希腊。
1448年10月，约翰八世去世，膝下无子，作为他最看好的继承人，君士坦丁于1449年1月日被拥立为皇帝。在他短暂的统治期间，君士坦丁必须解决三个主要问题。首先是继承人问题，因为君士坦丁也没有子女。尽管君士坦丁的朋友和知己乔治·斯弗兰齐斯试图为他寻找妻子，但君士坦丁最终还是未婚而死。第二个问题是帝国内部仅存的宗教冲突。君士坦丁皇帝和他的前任约翰八世都相信佛罗伦萨大公会议上宣布的希腊东正教和天主教的统一。因此，他们寻求从欧洲天主教会获得军事援助，但以弗所的马克为首的拜占庭民众反对将希腊正教会转变为希腊拜占庭礼天主教会（东方礼天主教会之一）。最后，最令人担忧的是日益强大的奥斯曼帝国，到1449年，奥斯曼帝国已完全包围了君士坦丁堡。1453年4月，奥斯曼家族的苏丹穆罕默德二世率领多达8万人的军队围攻君士坦丁堡。尽管君士坦丁城的守军人数可能不到苏丹军队的十分之一，但君士坦丁认为放弃君士坦丁堡的想法是不可想象的。皇帝留下来保卫这座城市，1453年5月29日，君士坦丁堡陷落。在君士坦丁堡陷落的前一晚，皇帝接受了拜占庭天主教红衣主教伊斯多尔的圣餐。次日，虽然没有可靠的目击者描述他的死因，但大多数历史记载都认为皇帝撕下了帝国徽章，率领军队向奥斯曼帝国发起最后一次冲锋，并战死沙场。其余亦有“逃亡说”、“自杀说”等。
君士坦丁是君士坦丁堡最后一位基督教统治者，他在君士坦丁堡陷落时的英勇表现使他在后来的历史和希腊民间传说中成为近乎传奇的人物。有些人认为，君士坦丁堡（新罗马）在君士坦丁大帝的统治下建立，又在另一个君士坦丁的统治下陷落，这是该城市命运的应验，就像旧罗马在罗穆卢斯的统治下建立，又在另一个罗慕路斯·奥古斯都的统治下陷落一样。他在后来的希腊民间传说中被称为大理石皇帝（羅馬化：Marmaroménos Vasiliás，直译：「变成了大理石的皇帝」），反映了一个流行的传说，即君士坦丁实际上并没有死，而是被天使救起并变成了大理石，藏在君士坦丁堡的金门之下，等待着上帝的召唤，复活并重新征服这座城市和古老的帝国。

## 生平
君士坦丁十一世出生于东罗马帝国首都君士坦丁堡，是曼努埃尔二世·巴列奧略皇帝的十个孩子中的第八個，约翰八世·巴列奧略皇帝的弟弟。他的童年大部份時間在君士坦丁堡渡過，在父母的監管中生活。在1437年至1439年間，君士坦丁十一世在首都擔任攝政。他於1443年成為摩里亚专制国的統治者，1444年入侵雅典公國，迫使佛罗伦萨公爵繳付賠款，然而他的胜利並不長久，鄂圖曼人很快就插手把他的軍隊逐回摩里亚半岛。
君士坦丁十一世在一生中曾兩次结婚，第一次在1428年7月1日，娶了玛德莱娜·托科。1429年11月，首任妻子去世，第二任妻子是加提卢西奥·卡特琳娜，她在1442年去世。有些記載說君士坦丁十一世無子女，有些則說他有一個女兒。
1449年1月6日，君士坦丁十一世在奥斯曼帝国苏丹穆拉德二世支持下登上帝位。1451年，新任苏丹穆罕默德二世進攻君士坦丁堡，君士坦丁十一世向西方國家請求援助，但西方的條件是要他把东正教会與羅馬天主教會合併。儘管君士坦丁在1452年同意了這條件，但他的人民反對合併。
在君士坦丁堡被圍城前，穆罕默德二世向君士坦丁十一世提議，如果他放棄君士坦丁堡，便可獲准統治米斯特拉斯；君士坦丁拒绝了，宁可戰死也要堅守該城。在接下來的58天裡，君士坦丁以最大的努力指揮數千名成分複雜的守軍抵抗奥斯曼人壓倒性大軍（人數依文獻與估算方式的不同，在5萬到20萬人之間）的圍攻；1453年5月29日，君士坦丁在城牆被攻破後脫下皇袍衝入敵陣，從此不知所蹤，他被相信在該日戰死，但土耳其人未能确認他的屍体。有些东正教信徒把君士坦丁十一世視為聖人，然而教會並未正式確認。他堅持至最後一刻的表現迄今仍在西方被视为伟大的英雄行为。

## 遺產

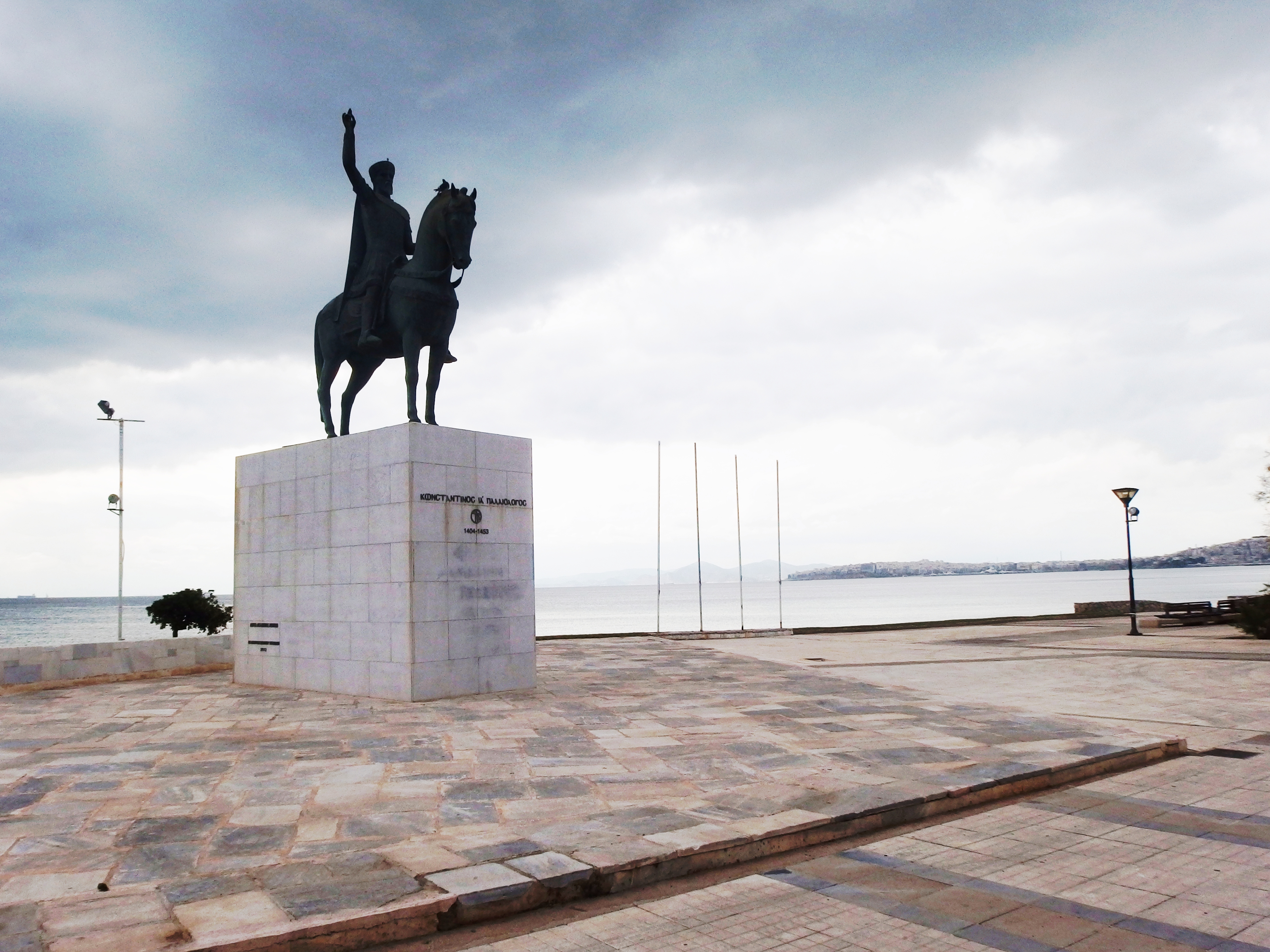
雅典的君士坦丁十一世騎馬像

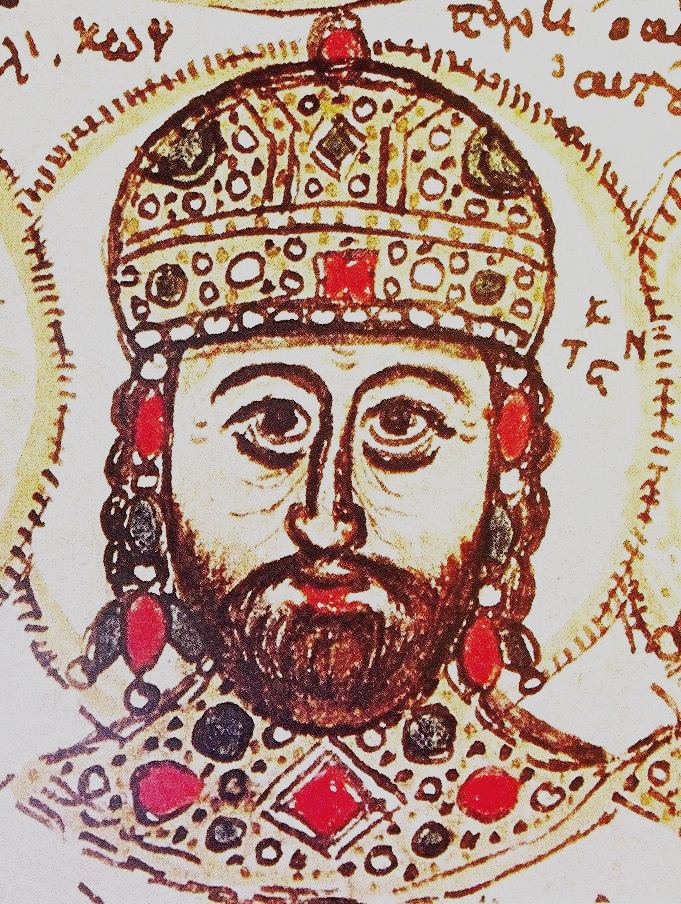
15世紀中葉的拜占庭手抄本中保存的皇帝君士坦丁十一世微型肖像（此手抄本內含拜占庭史學家約翰·佐拉納斯謄錄的副本）

傳説在鄂圖曼人攻入君士坦丁堡時，一名天使下凡拯救了皇帝。這位天使將皇帝變成了大理石像，並將他藏在君士坦丁堡城牆黃金城門下的土地裏。在基督徒再次征服這座城市之時，他就會重返帝位。這個大理石皇帝的故事在當地廣為流傳，到了現代還有作曲家專門寫過挽歌。1834年2月，艾哈邁德帕夏曾將一把據説是從君士坦丁十一世屍體上取下的寶劍贈予俄羅斯沙皇尼古拉一世。

## 流行文化

### 相关影视作品
- 土耳其1951年电影《征服君士坦丁堡（英语：The Conquest of Constantinople）》，其中Cahit Irgat（英语：Cahit Irgat）扮演君士坦丁十一世。
- 土耳其2012年电影《征服 1453》，其中Recep Aktuğ（土耳其語：Recep Aktuğ）扮演君士坦丁十一世。
- 2020年Netflix電視劇《帝國崛起：鄂圖曼》

### 相关小说
- James Shipman2013年出版的小说《君士坦丁波利斯（Constantinopolis）》，君士坦丁十一世是小说中的主角。

### 相关遊戲作品
- 《Fate/Grand Order》中作為Rider登場。配音︰神尾晉一郎

## 註腳
1. ↑  李锋; 王荣科; 王先俊等 (编). . . 南京: 南京大学出版社. 1992.
2. ↑  张柏然; 王纯真、李荣娟、宋文伟等 (编). . . 南京: 南京大学出版社. 1992.
3. ↑  Donald M. Nicol, The Immortal Emperor (Cambridge: University Press, 1992)
4. ↑  Oxford Dictionary of Byzantium, Oxford University Press, 1991
5. ↑  Donald MacGillivray Nicol, The last centuries of Byzantium, 1261–1453 (Cambridge: University Press, 1993), p.369
6. ↑  A.Vasiliev, History of the Byzantine Empire, 324–1453, volume 2 (1958), p.589
7. ↑  William J. Duiker, Jackson J. Spielvogel, World History, Volume I (2009), p.378
8. ↑  .   [2016-03-25]. （原始内容存档于2012-12-13）.
9. ↑  .   [2016-03-25]. （原始内容存档于2009-03-04）.
10. ↑  YouTube上的The Marble King (music/video)
11. ↑  YouTube上的Μαρμαρωμένος Βασιληάς/The Marble-Petrified King (music/video)
12. ↑  Niles' Register, "Russia and Turkey", February 1834. Page 426.

## 资料来源
- Roger Crowley, 1453: The Holy War for Constantinople and the Clash of Islam and the West. Hyperion, 2005; ISBN 1-4013-0850-3
- Jonathan Harris（英语：Jonathan Harris (historian)）, The End of Byzantium. Yale University Press, 2010. ISBN 978-0-300-11786-8
- Donald M. Nicol, The Immortal Emperor. Cambridge University Press, 1992. ISBN 0-521-46717-9
- Nicol, Donald M. . Cambridge: Cambridge University Press. 1993 [1972].
- Murr Nehme, Lina. . Aleph Et Taw. 2003. ISBN 2-86839-816-2.
- Oxford Dictionary of Byzantium, 1991.
- Steven Runciman, The Fall of Constantinople, 1453. Cambridge University Press, 1965. ISBN 0-521-09573-5
- Georgios Frantzes, Ioannes A. Melisseides, Rita Zavolea Melisseidou, " Ealo I Polis, To Chronico tes halose tes Konstantinoupoles " ( Constantinople has Fallen. Chronicle of the Fall of Constantinople : Brief History of Events in Constantinople during the Period 1440–1453, Georgiou Frantzi, Ioannis A. Melisseidis – translator : Ioannis A. Melisseidis, Rita Zavolea Melisseidou ) 1998/2004, Ekd.Vergina, Athens. ISBN 9789607171917 (Worldcat, Greek National Bibliography 1999/2004, Biblionet)